# Para (chemia)
Para – przedrostek stosowany w nazewnictwie chemicznym, który może oznaczać położenie podstawników pierścienia aromatycznego bądź wskazywać stopień polimeryzacji aldehydów.

## Izomeria strukturalna

Przykład związku z podstawnikami w pozycji para (p-nitrofenol)

Przedrostka para (skracanego do p) używa się do wskazania wzajemnego położenia w pozycjach 1 i 4 dwóch podstawników w sześcioczłonowym pierścieniu aromatycznym. Inne możliwe położenia to orto (o) i meta (m). Zarówno pełne przedrostki, jak i ich jednoliterowe skróty, zapisuje się w nomenklaturze chemicznej kursywą. Zgodnie z zaleceniami Międzynarodowej Unii Chemii Czystej i Stosowanej używanie tych przedrostków jest odradzane i nie jest stosowane w nazewnictwie systematycznym.

## Stopień polimeryzacji aldehydów
Przedrostki „para” i „meta” (zapisywane pismem zwykłym) stosuje się dla określenia stopnia polimeryzacji prostych aldehydów, np.:
- paraformaldehyd[2] – linowy polimer formaldehydu
- metaformaldehyd (1,3,5-trioksan)[3] – cykliczny trimer formaldehydu
- paraacetaldehyd (paraldehyd, 2,4,6-trimetylo-1,3,5-trioksan)[4] – cykliczny trimer acetaldehydu
- metacetaldehyd (metaldehyd)[5] – polimer acetaldehydu (4–6 merów).